# Stade de Kavani
Le stade départemental de Kavani ou le complexe de Kavani est un stade multi-usage à Kavani, un quartier de Mamoudzou, Mayotte. Il est principalement utilisé pour les matchs de football. Le stade dispose de 3 250 places.
Ce stade sert à accueillir les rencontres de la sélection mahoraise et du club de Mamoudzou.
Des travaux de restructuration ont commencé en février 2016.

## Histoire

### Rénovations
La rénovation du stade s’accomplit dans la volonté du département d’accueillir les jeux des îles de l’océan Indien. L’avancée des travaux est au point mort depuis plusieurs mois.

## Architecture et aménagement du territoire
Le rectorat voudrait implanter un collège de mille places aux abords du stade et en faire un lieu destiné au sport mais le président de la ligue de football exprime ses craintes.